# Boscotrecase
Boscotrecase là một đô thị ở tỉnh Napoli ở vùng Campania, cách khoảng 20 km về phía đông nam của Napoli. Tại thời điểm ngày 31 tháng 12 năm 2004, đô thị này có dân số 10.791 người và diện tích là 7,5 km².
Boscotrecase giáp các đô thị: Boscoreale, Ercolano, Ottaviano, Terzigno, Torre Annunziata, Torre del Greco, Trecase.